# Mountview Academy of Theatre Arts

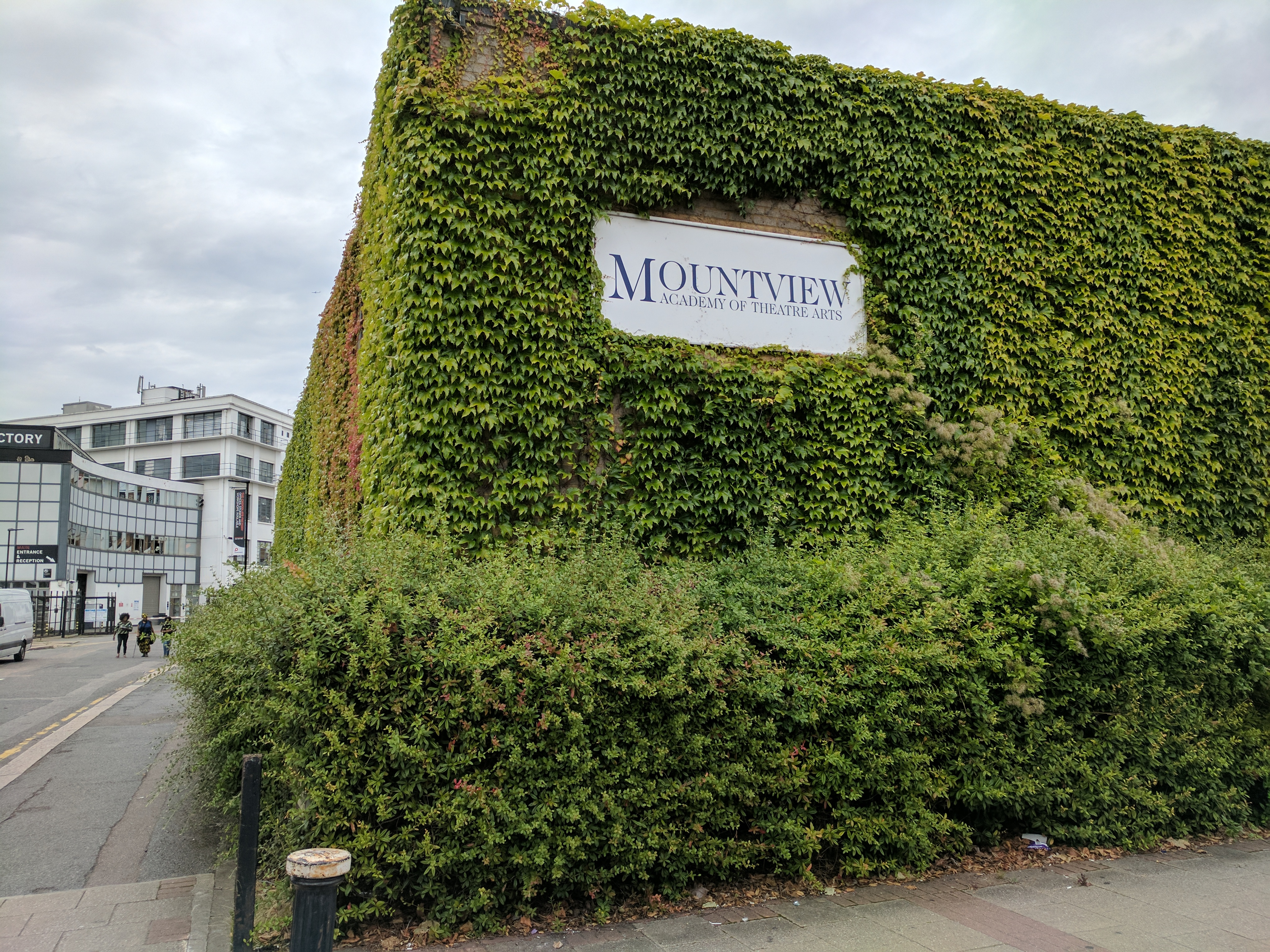
Image du bâtiment principal de la Mountview Academy of Theatre Arts

La Mountview Academy of Theatre Arts en français « Académie de théâtre de Mountview », est une école d'art dramatique située dans le quartier londonien de Haringey.

## Histoire
Mountview est créée en 1945 par Peter Coxhead et Ralph Nossek. En 1946, il y avait 23 élèves.

## Anciens élèves notoires
- Margaret Rutherford 1969-1972
- Ralph Richardson 1972-1983
- Sir John Mills 1983-2005
- Rowena King
- Connie Fisher
- Ryan Kopel